# Barbie și surorile ei într-o goană cu cățeluși
Barbie și surorile ei dintr-o goană cu cățeluși este cel de-al 34-lea film animat CGI cu Barbie. A fost lansat pe DVD, Blu-ray și copie digitală în toamna anului 2016. Muzică compusă de Steven Argila, scenariu Kacey Arnold, Amy Wolfram, genul animatie. Difuzare originală 12 octombrie 2016.
Barbie și surorile ei descoperă că totul este mai bine atunci când o faci împreună în această aventură plină de săruturi, sărutată de soare! După ce fetele și animalele lor de companie ajung într-un paradis insular pentru marea competiție de dans a lui Chelsea, decid să facă o excursie laterală rapidă pentru a vedea Festivalul de cai de dans din apropiere. Dar când prietenii lor blăniți lipsesc la eveniment, le revine surorilor să le găsească înaintea emisiunii lui Chelsea. În timp ce cățelușii au o aventură proprie, fetele trebuie să-și folosească imaginațiile și să lucreze împreună pentru a-și găsi prietenele crude în acest moment bun, care se aruncă cu coada

## Poveste
Barbie și surorile ei împreună cu cățelușii lor adorați călătoresc în insulele Hawaii pentru un concurs de dans; cu toate acestea, atunci când prietenii blăniți dispar, începe o goană suspansă. Îi pot găsi la timp înaintea competiției de dans mare a lui Chelsea